# Stiftung SURGIR
Die 2001 in Lausanne durch Jacqueline Thibault gegründete Stiftung SURGIR ist eine Schweizer Stiftung mit dem Zweck, die Gewalt an Frauen zu mindern.

## Ziele
Durch Sozialprogramme (Prävention und Weiterbildung) und über Hilfsorganisationen (Hilfe für Frauen in Not) ist sie im Nahen und Mittleren Osten und in Asien aktiv.
Mit ihren Aktionen beabsichtigt die Stiftung insbesondere mehrere Formen von Gewalt einzudämmen:
- Zwangsehe (erste Studie über die Ausbreitung des Phänomens in der Schweiz 2006).
- Frauen, die verbrannt werden, oder Opfer von  Säureattentaten in Indien, Morde mit Bezug zur Mitgift.
- Ehrenmord überall in der Welt (Veröffentlichung eines Handbuchs 2011).

Als Ehrenmord, auch «Morde im Namen der Ehre» genannt, gelten Gewaltakte aus verletzter Ehre. Die Stiftung prangert sie an und wird tätig, indem sie:
1. Informiert, um der sozialen Akzeptanz der «Ehremorde» in den betreffenden Gesellschaftsschichten den Boden zu entziehen.
2. Mit Sensibilisierungsprojekten, Prävention gegen Gewalt und direkten Hilfen in Jordanien, Palästina, Israel, Indien und der Schweiz agiert.
3. Die Rettung von Frauen mit dem Ziel Europa organisiert, die in ihrem Land mit dem Tod bedroht werden, wenn vor Ort keine direkte Hilfe möglich ist.
4. Die in der Schweiz und in Europa aufgenommenen Frauen bis zu ihrer Unabhängigkeit unterstützt.
5. Die Behörden in der Schweiz und in Europa über dieses Phänomen informiert, das sich überall in Europa ausweitet.

## Organisation
Die Stiftung besitzt seit 2005 den Status eines speziellen Beratungsorgans beim Wirtschafts- und Sozialrat der Vereinten Nationen in New York, Genf und Wien. Durch ihr Engagement bei der UNO ist sie Mitglied der Konferenz der Nichtregierungsorganisationen mit Beratungsbeziehungen bei der UN (CONGO) seit 2008.
Die Stiftung ist als Experte im Europarat die Parlamentarische Assembly für das Recht der Frauen, ohne Gewalt zu leben, anerkannt.
Die Stiftung ist auch Mitglied des FEDEVACO Schweiz.

## Auszeichnungen
Preis für Menschenrechte der Republik Frankreich: Am 16. November 2006 wurde der Stiftung durch die für ihre Verdienste im Kampf für die soziale und bürgerliche Stellung der Frau eine besondere Auszeichnung verliehen.
Thibault wurde im Dezember 2009 zum Ritter der Ehrenlegion ernannt; im Dezember 2010 empfing sie die Medaille aus den Händen von Präsident Nicolas Sarkozy für die Arbeit der Stiftung.